# Nativitas (métro de Mexico)
Nativitas est une station de la ligne 2 du métro de Mexico, située au sud de Mexico, dans la délégation Benito Juárez.

## La station
La station est ouverte en 1970.
Son icône est une trajinera, embarcation typique du Mexique. Le nom fait référence au lac Nativitas où jadis, les populations préhispaniques cultivaient des chinampas. Ce lac était ainsi nommé d'après une église de la Nativité fondée par Hernán Cortés et qui existe encore.
Plus tard, le nom fit référence à une petite villa construite à la périphérie de Mexico au milieu du XXe siècle. On peut encore voir de nombreuses maisons d'époque dans les rues alentour.